# Александър Жолковски
Александър Константинович Жолковски (на руски: Алекса́ндр Константи́нович Жолко́вский) е руски и американски езиковед и литературовед, семиотик, културолог и писател.

## Биография
Роден е на 8 септември 1937 г. Завършва романо-германския отдел на филологическия факултет на Московския държавен университет (1959). Сътрудник на Лабораторията за машинен превод към Московския държавен педагогически институт за чужди езици (1960—1974), където взима участие в разработването (заедно с Игор Мелчук) на модела „Смысл ↔ текст“. Записва задочна аспирантура в Института за източни езици при Московския държавен университет и през 1969 г. защитава дисертация върху езика сомали, въпреки административните пречки, возникнали във връзка с подписването от негова страна през 1968 г. на писмото в подкрепа на арестуваните дисиденти А. Гинзбург и Ю. Галансков.
През 1974 г. е уволнен от Московския държавен педагогически институт за чужди езици, прехвърля се в института „Информэлектро“ (в групата на Юрий Апресян), където в тези години работят мнозина „неблагонадеждни“ лингвисти.
Емигрира през 1979 г., в началото преподава в Амстердамския университет. От 1980 г. живее в САЩ, като отначало преподава в департамента по руска литература на Корнелския университет, а от 1983 г. в Университета на Южна Калифорния в Лос Анджелис. Живее в Санта Моника.

### На български
- „Графоманството като похват (Лебядкин, Хлебников, Лимонов и др.)“. сп. Литературата, 1999, 2 (10).